# Robert Lee Willie
 (avril 2018).
Si vous disposez d'ouvrages ou d'articles de référence ou si vous connaissez des sites web de qualité traitant du thème abordé ici, merci de compléter l'article en donnant les références utiles à sa vérifiabilité et en les liant à la section « Notes et références ».
Pour les articles homonymes, voir Willie.
Robert Lee Willie, né le 2 janvier 1958 et mort le 28 décembre 1984, est un criminel américain originaire de Louisiane. 
Il a été condamné à mort pour l'enlèvement, le viol et le meurtre de Faith Hathaway, âgée de 18 ans, et emprisonné dans le Couloir de la mort au Pénitencier d'État de Louisiane avant son exécution sur la chaise électrique en 1984.
Sœur Helen Prejean, une enseignante et une des Sœurs de Saint-Joseph de la Médaille de la Nouvelle-Orléans, a commencé à lui écrire durant son incarcération, et est devenue son conseiller spirituel. Dans son livre, Dead Man Walking (1993), elle raconte ses expériences avec les hommes dans le couloir de la Mort et son opposition croissante à la peine de mort. Le livre a été adapté en 1995 par le film du même nom, mettant en vedette Susan Sarandon et Sean Penn. Le livre a également été adapté en opéra, produit par l'Opéra de San Francisco en 2000.

## Crimes
Willie était le fils d'Elizabeth Oalman of Covington, et avait quatre frères. Dans les interviews qu'il a donné, il raconte une vie remplie de drogues, d'alcool et de violence. Son père, John Willie a purgé une peine de 27 ans au pénitencier de l'Angola pour le vol de bétail, voie de fait graves, et homicide involontaire.
Le 28 mai 1980, Willie et Joseph Vaccaro prennent en voiture Faith Hathaway, qui était en train de marcher pour rentrer chez elle après avoir fêté son entrée au sein l'Armée américaine. Ils la conduisent à une région éloignée, puis la violent et la poignardent à mort. Ils laissent son corps à Frickes Cave, une zone d'excavation, au sud du siège de la paroisse Franklinton (Louisiane), le long de l'Autoroute 25 et à proximité de la rivière Bogue Chitto.
Le 31 mai 1980, le duo attaque un homme de 20 ans, Mark Brewster, et une fille 16 ans, Debbie Cuevas, tous les deux originaires de Madisonville. Les deux hommes violent la jeune fille et la poignardent, et tirent sur le jeune homme. Ils déposent Debbie Cuevas après s'être rendus dans la caravane d'une autre personne. Mark Brewster a survécu à son attaque, mais a souffert d'une paralysie de la taille et des membres inférieures à cause de ses blessures.
Willie et Vaccaro ont été arrêtés dans l'Arkansas.

## Jugement et emprisonnement

### Jugement
Lors du jugement, Willie et Vaccaro ne s'accordent pas sur les versions des faits et sur leur implication. Willie est reconnu coupable de l'enlèvement, le viol et le meurtre de Hathaway et condamné à mort. Devant la cour, Willie affirme avoir aimé violer Hathaway.
Après avoir été condamné, il plaide coupable pour le vol et le meurtre de Dennis Hembly en 1978, commis avec son cousin Perry Wayne Taylor. Taylor a plaidé coupable d'homicide involontaire et a été condamné à 21 ans de prison. Au total, Willie a été condamné à six peines d'emprisonnement à perpétuité.
Vaccaro a été condamné à deux peines d'emprisonnement à perpétuité pour son rôle dans les crimes contre Hathaway et Cuevas/Brewster. En 2001, il a été incarcéré dans une prison fédérale dans le Kansas.

### Le Couloir De La Mort
En 1982, Sœur Helen Prejean a commencé à écrire à Willie, à la demande de l'aumônier de la prison. Enseignante à la Nouvelle-Orléans, elle a été l'une des Sœurs de Saint-Joseph de la Médaille et avait déjà été la conseillère spirituelle d'un autre détenu condamné à mort.
Attendant son exécution et le passage de son recours devant les tribunaux, Willie était isolé socialement et il lui était interdit de travailler ou de participer à des programmes dans l'établissement, comme il est de coutumes avec les condamnés à mort. Après un certain temps, la Sœur Prejean a commencé à lui rendre visite et devint sa conseillère spirituelle. Comme elle le raconte dans son livre, elle a travaillé pour le reconnaître comme un être humain, pour l'aider à reconnaître ses crimes et à se réconcilier avec Dieu.

### Exécution
Willie fut la 32e personne exécutée aux États-Unis depuis 1977. En effet, après le moratoire sur la peine de mort imposé par la Cour Suprême américaine entre 1977 et 1983, les exécutions judiciaires ont repris dans le pays. En février 2018, l'exécution de Willie est la seule effectuée à l'ère post-Furman entre Noël et le Nouvel An.
Willie était le sixième homme de Louisiane à être exécuté sur une période de 13 mois. Il a demandé à Sœur Prejean d'être avec lui le jour de l'exécution et sa mère et ses frères étaient également présents. Sœur Prejean a assisté à l'exécution, à sa demande : il lui fit un clin d’œil avant sa mort. Avant son exécution, il a dit à la mère et au beau-père de Faith Hathaway, Elizabeth et Vern Harvey, qui étaient là comme des témoins : « J'espère que vous obtiendrez un certain soulagement de ma mort. » Il a également dit : « Tuer des gens est mal. C'est pourquoi vous me mettez à mort. Il n'y a aucune différence si ce sont les citoyens, les pays ou les gouvernements. Tuer est mal. »

Par la suite Sœur Prejean affirme que Willie avait exprimé des remords avant sa mort. Il lui aurait également dit qu'il lui ferait un clin d'œil en signe « que je (Willie) suis libre à l'intérieur et Dieu prend soin de moi ».
 ({{{date}}}).
Cependant, Debbie Cuevas raconte dans son livre que Willie n'a jamais eu de remords : « A-t-il montré de vrais remords avant de mourir ? Je lui ai demandé ... [Helen Prejean] secoua la tête tristement. Non. Et vous savez, Debbie, je ne suis pas sûr qu'il était capable de cela. » (page 231)

## Suite
Ayant le sentiment d'avoir été négligés par le système judiciaire, la famille de Faith Hathaway a fondé un groupe de Parents d'enfants assassinés, pour aider les autres familles. Ils ont travaillé pour s'assurer que plus d'informations sur les procédures judiciaires seront données aux familles des victimes. Ils ont continué à soutenir la peine de mort.
Helen Prejean a écrit un livre, Dead Man Walking (1993) racontant sa rencontre avec Willie et Elmo Patrick Sonnier, le premier coupable de meurtre pour qui elle avait servi de conseiller spirituel, ainsi que son travail avec le personnel de l'administration pénitentiaire. Elle a exploré les effets de la détention dans le couloir de la mort sur les détenus et de l'implication du personnel (gardes, aumôniers et autres fonctionnaires) dans les exécutions. Elle est devenue une figure de la lutte pour l'abolition de la peine de mort.
Son livre a été adapté en 1995 avec le film du même nom, mettant en vedette Susan Sarandon et Sean Penn. Le personnage de Matthew Poncelet, joué par Penn dans le film, et de son crime, a été créé à partir des histoires de Willie et Sonnier. Le livre a également été adapté en opéra, produit pour la première fois en 2000 par l'Opéra de San Francisco.
Debbie Cuevas, l'une des victimes de Willie, s'est mariée et a eu deux enfants. Connue sous le nom de Debbie Morris, elle a toujours lutté pour vivre avec cette histoire. Elle a finalement pardonné à Willie et Vaccaro pour leurs crimes. Dans un mémoire, Forgiving the Dead Man Walking (1998), elle raconte son cheminement spirituel. Elle écrit qu'elle avait décidé de pardonner à Willie pour les crimes qu'il avait commis. Après la publication de ce livre, Morris a commencé à écrire à Vaccaro en prison. Pendant cette période, Morris a également noué des liens d'amitié avec Sœur Prejean. Elle s'oppose également à la peine capitale. Elle a dit dans son livre qu'elle croyait que son témoignage avait contribué à la condamnation à mort de Willie (page 244).